# ديسمين بورغيس
ديسمين بورغيس (بالإنجليزية: Desmin Borges)‏ مواليد 1983، في شيكاغو، هو ممثل أمريكي بدأ مسيرته الفنية سنة 2008. فاز بجائزة المسرح العالمي.

## الأعمال
- بطاريق السيد بوبر
- سرقة برج
- القانون والنظام: الوحدة الخاصة للضحايا
- ذا غود وايف
- كاسل
- أنت الأسوأ
- الواعظ
- طلاق

## روابط خارجية
- ديسمين بورغيس على موقع IMDb (الإنجليزية)
- ديسمين بورغيس على موقع ميوزك برينز (الإنجليزية)
- ديسمين بورغيس على موقع قاعدة بيانات برودواي على الإنترنت (الإنجليزية)
- ديسمين بورغيس على موقع قاعدة بيانات الفيلم (الإنجليزية)